# Duanfen
Duanfen (kinesiska: 端芬) är en köping i sydöstra Kina. Den ligger i Taishan i staden Jiangmen i provinsen Guangdong, omkring 130 kilometer sydväst om provinshuvudstaden Guangzhou. Antalet invånare är 45 729. Befolkningen består av 22 940 kvinnor och 22 789 män. Barn under 15 år utgör 14,0 %, vuxna 15-64 år 72 %, och äldre över 65 år 13,0 %.